# Bawa Abdullahi
Bawa Abdullahi (20 aprile 1972) è un ex calciatore ed ex giocatore di calcio a 5 nigeriano.

## Carriera
Abdullahi è stato tra i protagonisti delle nazionali nigeriane giovanili alla fine degli anni 1980: ha vinto la medaglia d'argento al Campionato mondiale di calcio Under-17 del 1987 in Canada, e poi di nuovo medaglia d'argento due anni dopo al Campionato mondiale di calcio Under-20 1989 in Arabia Saudita. Con la Nazionale di calcio a 5 della Nigeria ha partecipato al FIFA Futsal World Championship 1992 a Hong Kong dove la selezione africana è stata eliminata al primo turno giungendo ultima nel girone con Argentina, Polonia e Hong Kong.